# Батуринський університет
Батуринський університет — вищий навчальний заклад, що мав постати у Батурині — резиденції гетьмана Кирила Розумовського згідно проєкту Статуту університету, складеного у 1760 р. Григорієм Тепловим на замовлення гетьмана. Проєкт Батуринського універститету так і не був реалізований.

## Історія
Проєкт заснування Батуринського університету посідає окреме місце в історії освіти і вищої школи в Україні. У XVIII ст. це була перша спроба розробки ідеї започаткування вищого світського закладу освіти на території України у складі трьох факультетів (філософського, юридичного, медичного). Сам факт створення цього проєкту тенденційно замовчувався в історичній та історико-педагогічній літературі колишньою СРСР.
Останній гетьман Лівобережної України Кирило Розумовський від самого початку свого гетьманування вживав заходів, щоб заснувати університет у Батурині. До цього міста над Сеймом він мав намір перенести столицю, оскільки Глухів не влаштовував гетьмана. Робота над проєктом була завершена в 1760 р. Прихід до влади Катерини II і наступне скасування гетьманства в 1764 р. поклали край цим задумам. Хоча проєкт залишився нереалізованим, він усе ж має певну історичну цінність як спроба створення першої світської вищої школи в Україні.

## Зміст Проєкту заснування Батуринського університету

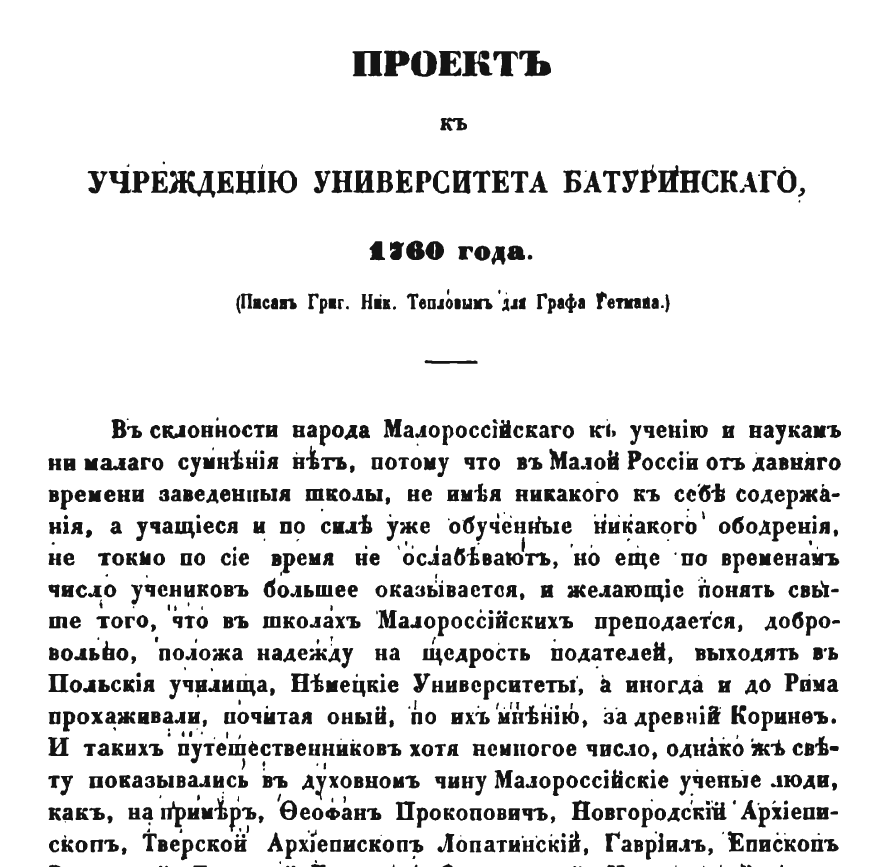
Перша сторінка Проєкту створення Батуринського університету

У «Вступі» до «Проєкту» дається критичний аналіз стану шкільної справи в Україні, зокрема наголошується, що низький рівень знань випускників існуючих навчальних закладів зумовлений недостатньою кількістю «знатних і достойних професорів». Водночас зверталася увага на давнє і постійне бажання багатьох в Україні вчитися, схильність молоді до наук. Це прагнення до освіти спонукало наших предків до пошуку шкіл на Заході — у Празі, Кракові, Падуї (Італія).
У першому розділі «Проєкту» йшлося про прибутки (джерела фінансування) та головні статті витрат. Структурно розділ складався з двох частин:
1) прибутки тимчасові;
2) прибутки постійні.
Тимчасові прибутки і витрати призначалися, зокрема, для таких цілей:
- побудови університетської церкви;
- будівництва семінарії, помешкань для професорів і магістрів;
- закупівлі університетської бібліотеки;
- будівництва друкарні;
- створення книжкової лавки;
- закладки ботанічного саду;
- будівництва анатомічного приміщення;
- закупівлі фізичних і математичних приладів, хірургічних інструментів;
- спорудження лікарні.

Постійні витрати призначалися для таких цілей:
- утримання будівель;
- постійне придбання книг та інструментів;
- утримування семінарії;
- підтримка тієї частини студентів, з середовища яких поповнюватиметься професорсько-викладацький склад;
- оплата праці церковних діячів, професорів, магістрів (своїх і спеціально запрошених з інших країн), службовців університету;
- утримування ботанічного саду, садівників, інших працівників;
- утримування лікарні;
- утримування дирекції та службовців.

У проєкті детально визначалися й можливі джерела фінансування, зокрема, прибутки від друкарні, книжкової лавки тощо.
Другий розділ «Проєкту» — «Про університетські закони» — присвячено розпорядку внутрішнього життя університету. Наголошено, що фундатором університету і його протектором є граф Кирило Розумовський.
Урочисте відкриття університету передбачалося здійснити за прикладом європейських університетів і відзначати цю подію кожні 50 років.
Ректор мав переобиратися щорічно з числа професорів. Причому його обов'язки визначалися також за європейськими зразками. Університетськими справами мав керувати Директоріум у складі ректора і найкращих професорів. На Директоріум покладалися також функції суду і розробка нових положень, що регулювали б університетське життя.
Згідно з «Проєктом» поведінка студентів мала регулюватися спеціальним Положенням, причому ніхто з студентів не міг підлягати будь-якому суду окрім університетського Директоріуму (за винятком випадків, що передбачали б кримінальну відповідальність).
Директоріум мав бути досить мобільним органом управління. Передбачалося, що він засідатиме двічі на тиждень.
Прийом до університету, говорилося в «Проєкті», здійснює безпосередньо ректор. Він особисто проводить екзамен. Всі бажаючі навчатися в університеті, зі шкіл малоросійських (і польських), мали подати посвідчення школи «о честном состоянии и поступках», скласти іспит і присягу, обов'язково знати латинську мову, щоб розуміти лекції професорів із зарубіжних країн. Водночас у проєкті створення Батуринського університету знаходимо позиції досить демократичні як для того часу. «Проєкт», наприклад, уможливлював вступ до університету кріпаків, хоча й за умови їхнього звільнення з кріпацтва. У таких випадках «відпускна» поміщика мала зберігатися в архіві університету й повертатися випускникові після завершення навчання. Якщо молода людина не виправдала б довір'я, тоді, як зазначалося у проєкті, «відпускна» поверталася б поміщикові. Студентам (у тому числі й вихідцям із соціальних низів) дозволялося носити шпагу або шаблю. Навчання в університеті, згідно з «Проєктом», мало тривати не менше трьох років. Після завершення навчання кожен студент мусив звітувати про досягнуті ним успіхи на публічних диспутах, надрукувавши заздалегідь відповідний текст. Ті випускники, які успішно пройшли всі випробування, мали отримати атестат за підписом ректора. Передбачалося в такий же спосіб присвоювати звання магістра, доктора і професора.
Згідно «Проєкту», за пропущені навчальні години на студента накладається штраф.
Професор читає лекції чотири дні на тиждень, по дві години щодня, а педагогічне навантаження магістра визначає ректор.
Співробітникам університету передбачалися всілякі пільги. Зокрема, їхні помешкання звільнялися від будь-яких постояльців.
Особливо застережувався статус ректора. Йому мали виявляти особливу пошану. Під час публічних актів, зазначається в документі, ректор одягає спеціальне вбрання з прикрасами й офіційними відзнаками. За звичаями вченого корпусу йому віддаються належні почесті. Публічні акти з його участю передбачають спеціальний церемоніал.
Ректор визначає розпорядок навчання, і всі викладачі і студенти мають виконувати його вказівки.
Батуринський університет урівнювався в правах з Московським університетом.
У третьому розділі «Проєкту» («Про Семінарію Університетську») йшлося про відкриття при університеті семінарії, в якій мало навчатися 40 учнів. У документі наголошувалося, що семінарія створюється безпосередньо при університеті з метою підготовки для нього учителів, докторів, магістрів і професорів з числа малоросіян, а також щоб не потрапити в залежність від уже існуючих училищ Києва, Чернігова, Переяслава, Білгорода.
У навчальній програмі семінарії особлива увага приділялася вивченню латинської мови. Тому в «Проєкті» згадуються твори латинської класики, рекомендуються необхідні підручники. Передбачалося також вивчення таких предметів, як історія, географія, арифметика, геометрія, французька і грецька мови, музика і навіть фехтування. Отже, семінарія поєднувала в собі класичний і новий тип реальної школи. Не вистачало лише природничих наук. Чітко регламентувалися правила вступу до семінарії.
Четвертий розділ «Проєкту» («Про університет та його професії») цікавий насамперед тим, що в ньому розвивається ідея поєднання класичної і реальної освіти, закладена його авторами в розділі, присвяченому семінарії. Визначаючи професії на рівні університету, автори «Проєкту» наголошують, що студенти, які прагнуть опанувати високі науки, повинні досконало володіти латинською мовою, вивчати риторику, зокрема латинське красномовство, логіку, метафізику, геральдику, генеалогію тощо.
Водночас у «Проєкті» зазначалося, що студенти університету мають вивчати історію, географію, філософію (у тому числі нову), «нрави природні», юриспруденцію, древності.
Передбачалося також вивчення природничих наук: фізики (теоретичної, прикладної й експериментальної), математики (всіх її частин), анатомії, хімії, ботаніки, історії природи, геодезії та астрономії.
Згідно з «Проєктом», навчальний процес в університеті очолює ректор. Зокрема, він особисто, чотири рази на рік, у семінарії і університеті приймає екзамени, причому один раз —публічно. Перед початком навчального року він виголошує публічну промову, славить імператора і протектора, відзначає найкращих студентів.
Вибори нового ректора проводяться в кінці кожного навчального року.
Окрім положень, що стосувалися організації навчального процесу, в «Проєкті» заснування Батуринського університету визначалися також завдання допоміжних служб цього навчального закладу. Зокрема, в документі були такі пункти:
- про директора економічної контори університету
- про друкарню
- про бібліотеку
- про майстерню з відлиття друкарського шрифту латинського і російського
- про книжкову лавку
- про майстерню для переплетення книжок
- про лабораторії
- про лікарню
- про карцер
- про лікаря
- про коло обов'язків духівника університету[4]

Вже сама ідея створення в Україні першої вищої світської школи була надзвичайно цінною, особливо якщо врахувати такі її риси, як безплатність навчання, всестановість, вивчення студентами бодай однієї європейської мови.
Безперечно, створення Батуринського університету мало б надзвичайно важливе значення для розвитку освіти і культури України. Однак цього не сталося. Російський царизм ні за яких умов не хотів сприяти українському відродженню, розвитку української національної культури, національної свідомості.